# حیات وحش توگو

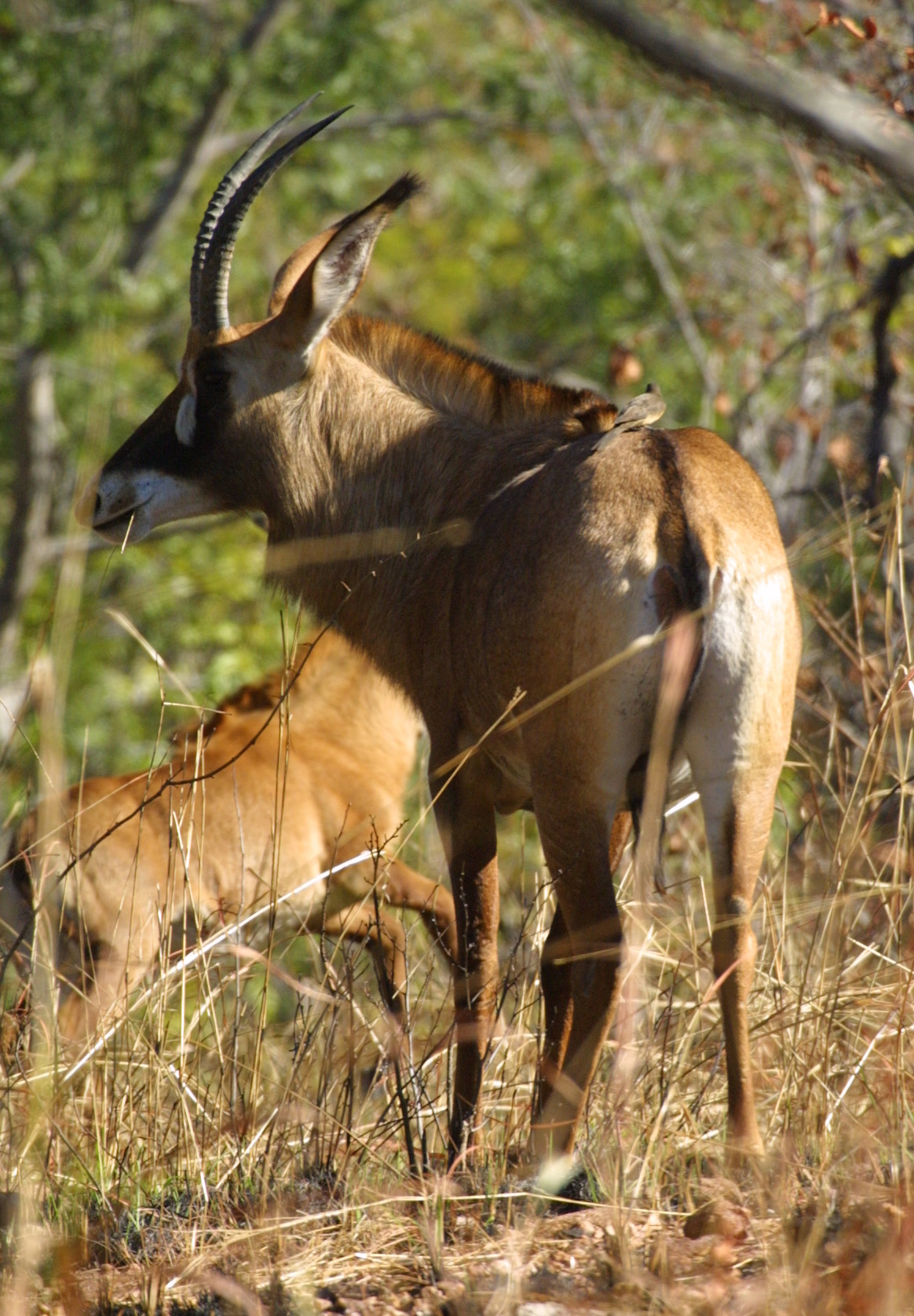
شاخ‌بلند ابرش

حیات وحش توگو متشکل از گیاگان و زیاگان این کشور در غرب آفریقا است.

## حفاظت
در طول تاریخ در سرتاسر قاره آفریقا جمعیت‌های حیات وحش به‌خاطر نابودی زیستگاه، درخت‌بری، جنگ‌های داخلی، شکار، شکار غیرقانونی، آلودگی، معدنکاری و دیگر فعالیت‌های انسانی به‌سرعت در حال کاهش بوده‌اند. مشکلات در توگو شامل نابودی پوشش گیاهی بومی و در نتیجه آن از دست رفتن خاک از طریق فرسایش، خشک شدن نهرها از طریق سدسازی و استخراج آب، انواع مختلف آلودگی و افزایش خطر سیل و خشکسالی به‌دلیل تغییرات اقلیمی بوده‌اند.
پارک‌های ملی و مناطق محافظت‌شده که برای حفظ تنوع زیستی کشور برپا شده‌اند، شامل پارک ملی فازائو مالفاکاسا و پارک ملی کران هستند. وقتی که اینها احداث شدند، با جمعیت بومی مشورت نشد و نفهمیدند که چرا نباید به استفاده از منابع طبیعی به‌شکل سنتی خود ادامه دهند و در طول آشفتگی سیاسی در دهه ۱۹۹۰ حملاتی به مناطق محافظت‌شده اتفاق افتاد که با کشتار جمعی حیوانات همراه و نتیجه‌اش اثری هنگفت روی محیط زیست بود.

## زیاگان

### پستانداران
۱۹۶ گونه از پستانداران در توگو ثبت شده‌اند. بسیاری از پستانداران بزرگتر به‌طور فزاینده‌ای در مناطق محافظت‌نشده کمیاب یا کاملاً ناپدید شده‌اند. این به‌طرز ویژه‌ای برای گونه‌های جنگلی بدین شکل است؛ در حالی که شاخ‌درازان در گرم‌شدت‌های شمالی بهتر باقی مانده‌اند. پلنگ، شامپانزه و گاو کوهی بزرگ احتمالاً در این کشور دچار انقراض محلی شده‌اند؛ در صورتی که شیر، سگ وحشی آفریقایی، گورگوزن، کل مرداب، میمون دیانا، شست‌بریده سرخ غربی، شست‌بریده سیاه، شست‌بریده پادشاه و گاو دریایی در ریسک بالای انقراض محلی هستند و جمعیت فیل‌های آفریقایی به حدی بحرانی کاهش یافته است. گونه‌های شاخدراز گرم‌دشت شامل کل بیشه، غزالک مکسول، غزالک پهلوسرخ، غزالک سیاه، غزالک پشت‌زرد، غزالک معمولی، کل نیزار بوهور، کل آب‌دوست، کوب، شاخ‌بلند ابرش، گاوگوزن غربی، آهوی پیشانی‌سرخ و آهوی رنگ‌پریده هستند.
پستانداران ثبت‌شده در پارک ملی کران در سال ۲۰۰۸ شامل بابون زیتونی، میمون تانتالوس، میمون پاتاس، کوب، کل آب‌دوست، غزالک پهلوسرخ، غزالک معمولی، گاومیش آفریقایی، اسب آبی، زگیل‌داران، تشی کاکلی، سنجاب زمینی راه‌راه و جوجه‌تیغی چهارانگشتی بودند.

### پرندگان
حدود ۶۷۶ گونه پرنده از جمله ۱۸ گونه تهدیدشده در جهان در توگو ثبت شده‌اند. این پرندگان شامل پرندگان دریایی، پرندگان تالاب و گونه‌های زمینی هستند؛ برخی ساکنند و برخی مهاجر که یا در این کشور زمستان‌گذرانی یا از آنجا عبور می‌کنند و نیز عده کمی سرگردان هستند. حدود ۴۰۸ گونه تصور می‌رود که ساکن باشند و در کشور تولید مثل کنند. حدود ۱۰۹ گونه مهاجران قلمرو دیرین‌شمالگان بوده و ۸۰ یا چیزی در همین حدود گونه دیگر مهاجران درون آفریقا هستند.

### خزندگان و دوزیستان
تمساح آفریقای غربی و تمساح تنگ‌گردن آفریقایی دو تا از ۱۰۷ گونه خزنده‌ای هستند که در کشور ثبت شده‌اند. سه گونه لاک‌پشت دریایی سواحل را ملاقات می‌کنند؛ لاک‌پشت چرمی، لاک‌پشت پوزه‌عقابی و لاک‌پشت سبز دریایی و در نواحی غیرساحلی لاک‌پشت آب شیرین، لاک‌پشت زمینی، مار، مارمولک و آفتاب‌پرست وجود دارند. به‌علاوه، ده گونه دوزیست در توگو وجود دارند که سه تای آن‌ها بوم‌زاد این کشور هستند.